# Hugo Brizuela
Hugo Rolando Brizuela Benítez (Pilar, Paraguay, 8 de febrero de 1969) es un exfutbolista paraguayo. Jugó de delantero. Es hermano mayor del también futbolista Braulio Brizuela.

## Trayectoria
Desarrolló su carrera en clubes de Paraguay, Chile, Argentina, México y Ecuador. Uno de sus pasos más importantes en su trayectoria profesional lo cumplió en O'Higgins con tres pasos, el primero en 1992-93, el segundo en 1995 y en el año 2005 ayudó a los celestes a regresar a primera división. En su estadía en Rancagua anotó 33 goles. 

## Selección nacional
Fue internacional con la Selección de fútbol de Paraguay en la Copa América 1997 realizada en Bolivia y en la Copa Mundial de Fútbol de 1998 realizada en Francia.

### Participaciones en Copas del Mundo
| Mundial                   | Sede    | Resultado   |
| ------------------------- | ------- | ----------- |
| Mundial de Fútbol de 1998 | Francia | 8° de final |

### Participaciones en Copa América
| Copa              | Sede    | Resultado   |
| ----------------- | ------- | ----------- |
| Copa América 1997 | Bolivia | 4° de final |

## Clubes
| Club                 | País      | Año       |
| -------------------- | --------- | --------- |
| Sol de América       | Paraguay  | 1988-1991 |
| O'Higgins            | Chile     | 1992-1993 |
| Unión Española       | Chile     | 1994      |
| O'Higgins            | Chile     | 1995      |
| Audax Italiano       | Chile     | 1996-1997 |
| Argentinos Juniors   | Argentina | 1998      |
| Universidad Católica | Chile     | 1999-2000 |
| Chacarita Juniors    | Argentina | 2001      |
| Pachuca              | México    | 2001-2002 |
| León                 | México    | 2002-2003 |
| Barcelona            | Ecuador   | 2003      |
| Audax Italiano       | Chile     | 2004      |
| O'Higgins            | Chile     | 2005      |

## Palmarés

### Campeonatos nacionales
| Club           | Título             | País     | Año  |
| -------------- | ------------------ | -------- | ---- |
| Pachuca        | Torneo de Invierno | México   | 2001 |
| Sol de América | Primera División   | Paraguay | 1991 |

- Datos: Q2435373